# Campeonato Uruguayo de Fútbol Femenino 2000
El Campeonato Uruguayo de Fútbol Femenino 2000 fue la cuarta edición del Campeonato Uruguayo de Fútbol Femenino. 
El torneo consistió en un campeonato a dos ruedas de todos contra todos, coronándose campeón el Club Nacional de Football.

## Equipos participantes

### Datos de los equipos
| Club                 | Ciudad     | Estadio | Capacidad | Fundación             | Temporadas | Temp. Consecutivas | Títulos | Subtítulos | 1999 |
| -------------------- | ---------- | ------- | --------- | --------------------- | ---------- | ------------------ | ------- | ---------- | ---- |
| Central Español      | Montevideo | -       | -         | 5 de enero de 1905    | 3          | 3                  | —       | —          | -°   |
| Danubio              | Montevideo | -       | -         | 1 de marzo de 1932    | 3          | 3                  | —       | —          | -°   |
| Liverpool            | Montevideo | -       | -         | 15 de febrero de 1915 | 3          | 3                  | —       | —          | -°   |
| Montevideo Wanderers | Montevideo | -       | -         | 15 de octubre de 1933 | 1          | 1                  | —       | —          | -°   |
| Nacional             | Montevideo | -       | -         | 14 de mayo de 1899    | 3          | 3                  | 1       | 2          | 2°   |
| Rampla Juniors       | Montevideo | -       | -         | 7 de enero de 1914    | 3          | 3                  | 2       | 1          | 1°   |
| River Plate          | Montevideo | -       | -         | 11 de mayo de 1932    | 3          | 3                  | —       | —          | -°   |

Notas: Los datos estadísticos corresponden a los campeonatos uruguayos oficiales. Las fechas de fundación de los equipos son las declaradas por los propios clubes implicados. La columna «Estadio» refleja el estadio donde el equipo más veces oficia de local en sus partidos, pero no indica que sea su propietario. Véase también: Estadios de fútbol de Uruguay.

## Desarrollo

### Posiciones Apertura
| Pos. | Equipos              | PJ | PG | PE | PP | GF | GC | Dif. | Pts. |
| ---- | -------------------- | -- | -- | -- | -- | -- | -- | ---- | ---- |
| 1.   | Nacional             | 6  | 5  | 1  | 0  | 38 | 2  | 36   | 16   |
| 2.   | Rampla Juniors       | 6  | 5  | 1  | 0  | 21 | 5  | 16   | 16   |
| 3.   | River Plate          | 6  | 3  | 1  | 2  | 12 | 16 | -4   | 10   |
| 4.   | Danubio              | 6  | 3  | 0  | 3  | 9  | 10 | -1   | 9    |
| 5.   | Liverpool            | 6  | 1  | 2  | 3  | 8  | 20 | -12  | 5    |
| 6.   | Central Español      | 6  | 1  | 1  | 4  | 8  | 26 | -18  | 4    |
| 7.   | Montevideo Wanderers | 6  | 0  | 0  | 6  | 1  | 18 | -17  | 0    |

Final Apertura: Nacional 4-1 Rampla Juniors.

### Posiciones Clausura
| Pos. | Equipos              | PJ | PG | PE | PP | GF | GC | Dif. | Pts. |
| ---- | -------------------- | -- | -- | -- | -- | -- | -- | ---- | ---- |
| 1.   | Rampla Juniors       | 4  | 4  | 0  | 0  | 11 | 6  | 5    | 12   |
| 2.   | Central Español      | 5  | 3  | 0  | 2  | 15 | 6  | 9    | 9    |
| 3.   | Danubio              | 4  | 3  | 0  | 1  | 14 | 8  | 6    | 9    |
| 4.   | Nacional             | 4  | 3  | 0  | 1  | 12 | 8  | 4    | 9    |
| 5.   | River Plate          | 5  | 2  | 0  | 3  | 15 | 9  | 6    | 6    |
| 6.   | Liverpool            | 4  | 0  | 0  | 4  | 4  | 14 | -10  | 0    |
| 7.   | Montevideo Wanderers | 4  | 0  | 0  | 4  | 0  | 20 | -20  | 0    |

Final: Rampla Juniors 1-2 Nacional
| Uruguay                                    |
| Campeón Uruguayo 2000 Nacional 2.do título |